# Skrzak
Skrzak hoặc skrzat là đứa trẻ tinh quái nhỏ biết bay ở Ba Lan và xuất hiện trong thần thoại Wendish. Kể từ khi trận động đất giải phóng các vị thần khỏi Void, nhiều mê cung dưới lòng đất đã tồn tại. Một trong nhiều cư dân của những đường hầm này là các skrzak. Sống chủ yếu trong bóng tối, trần nhà cao, những sinh vật này tấn công những kẻ xâm phạm không thương tiếc. Nếu mục tiêu của chúng có thể tránh được những chiếc răng nanh và móng vuốt sắc nhọn, thì tiếng cười điên rồ mà những quái nhân này phát ra sẽ khiến một người đàn ông phát điên. Sự theo đuổi của chúng là không ngừng nghỉ và kèm theo đó là sự kiên quyết tấn công của chúng. Những sinh vật nhỏ này có xu hướng trông giống con người, mặc dù da của chúng có màu đen tía và chúng hiếm khi đi bộ mà thay vào đó là bay với đôi cánh lớn trên lưng.